# Einsiedlerhaus
Das Einsiedlerhaus ist wahrscheinlich das älteste Gebäude in Rapperswil und gehört zum Kapuzinerkloster Rapperswil, das hier bis 1972 eine kleine Tuchwalke betrieben hat.

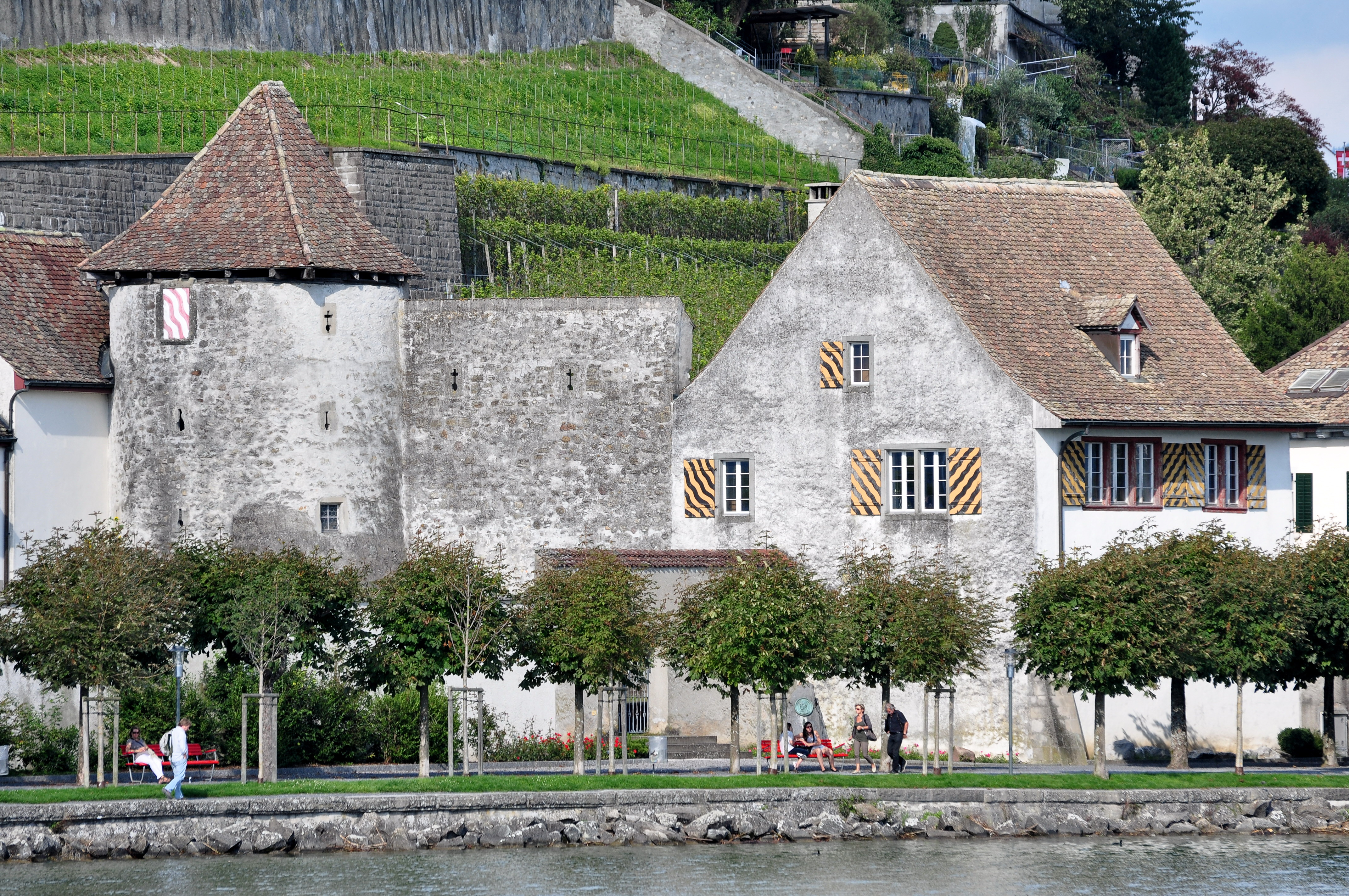
Ansicht von Westen, ausserhalb der Stadtmauer beim Endingerhorn, mit angegliedertem Wehrturm

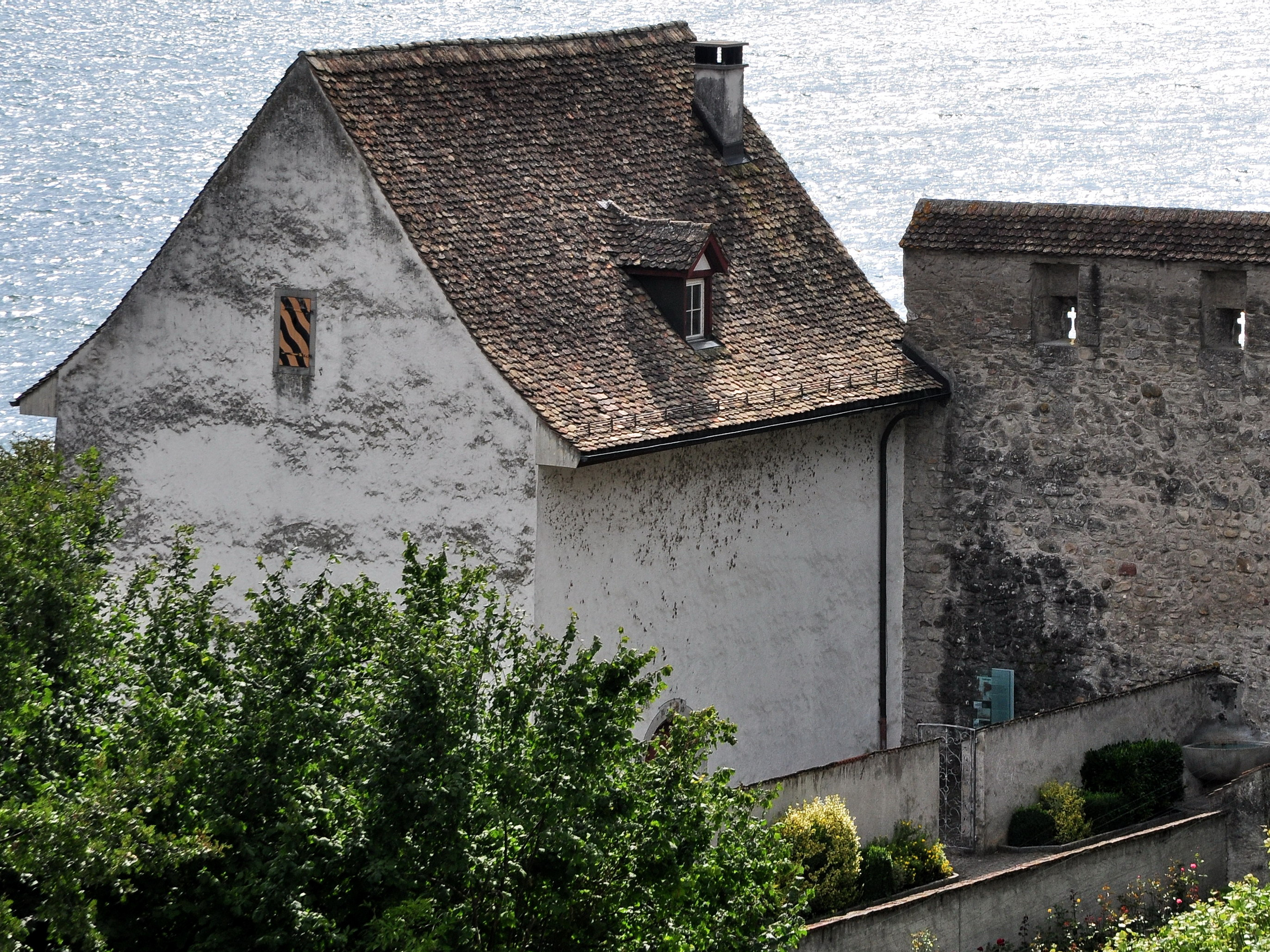
Ansicht von Nordosten

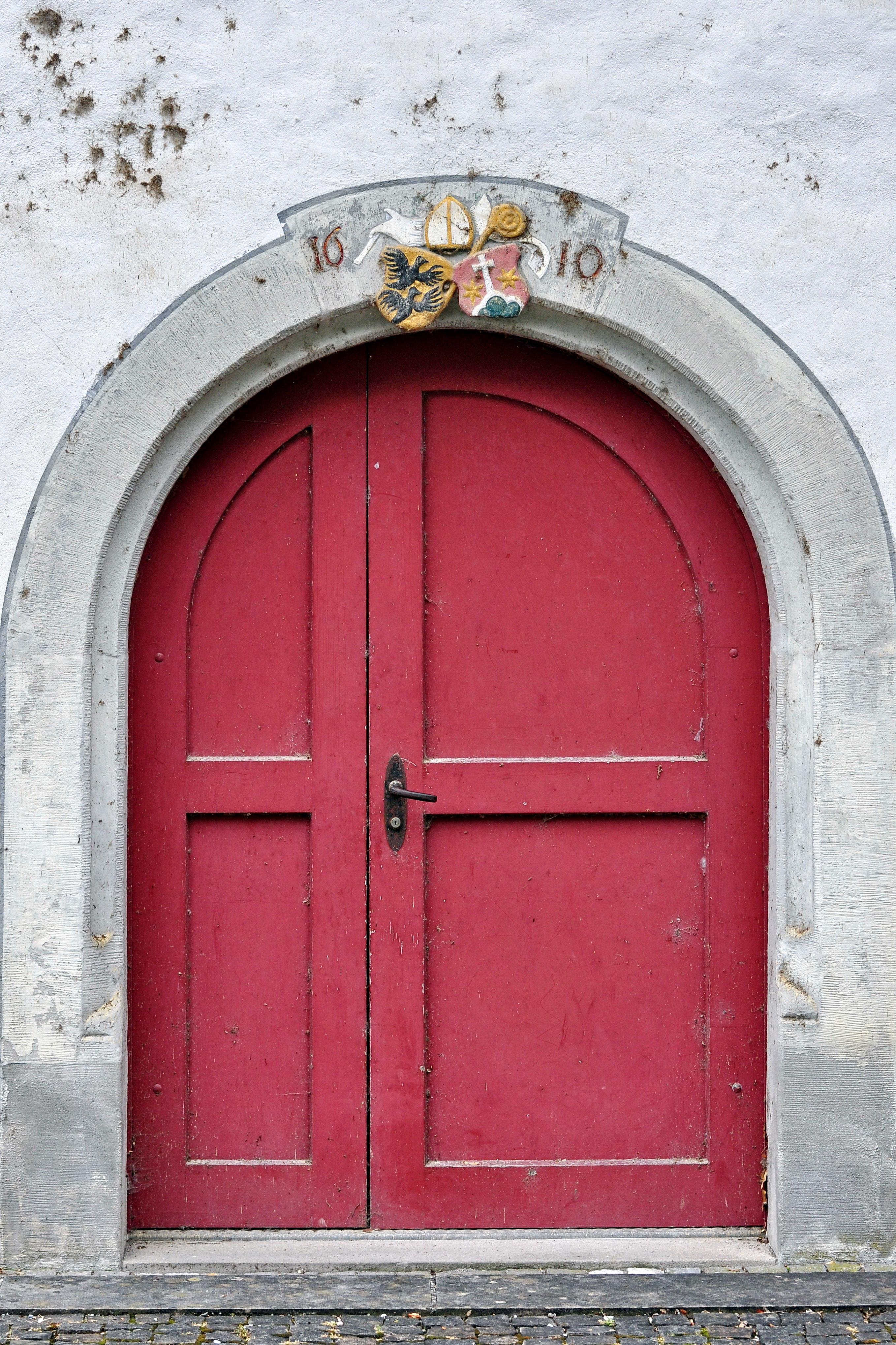
Portal Einsiedlerhaus mit Jahreszahl 1610 und Wappen (wohl Reichswappen & Kloster Einsiedeln)

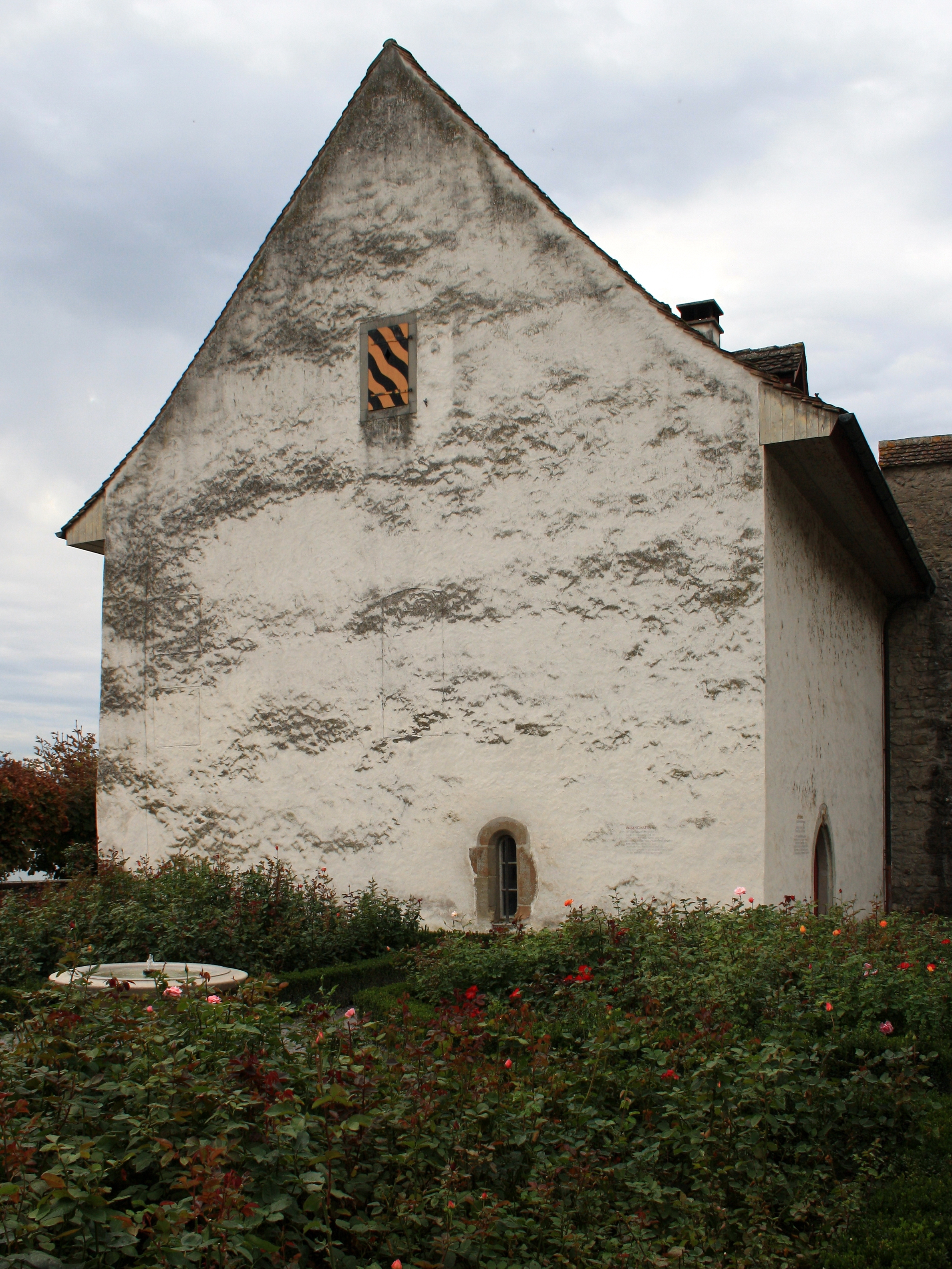
Ansicht von Osten (Rosengarten)

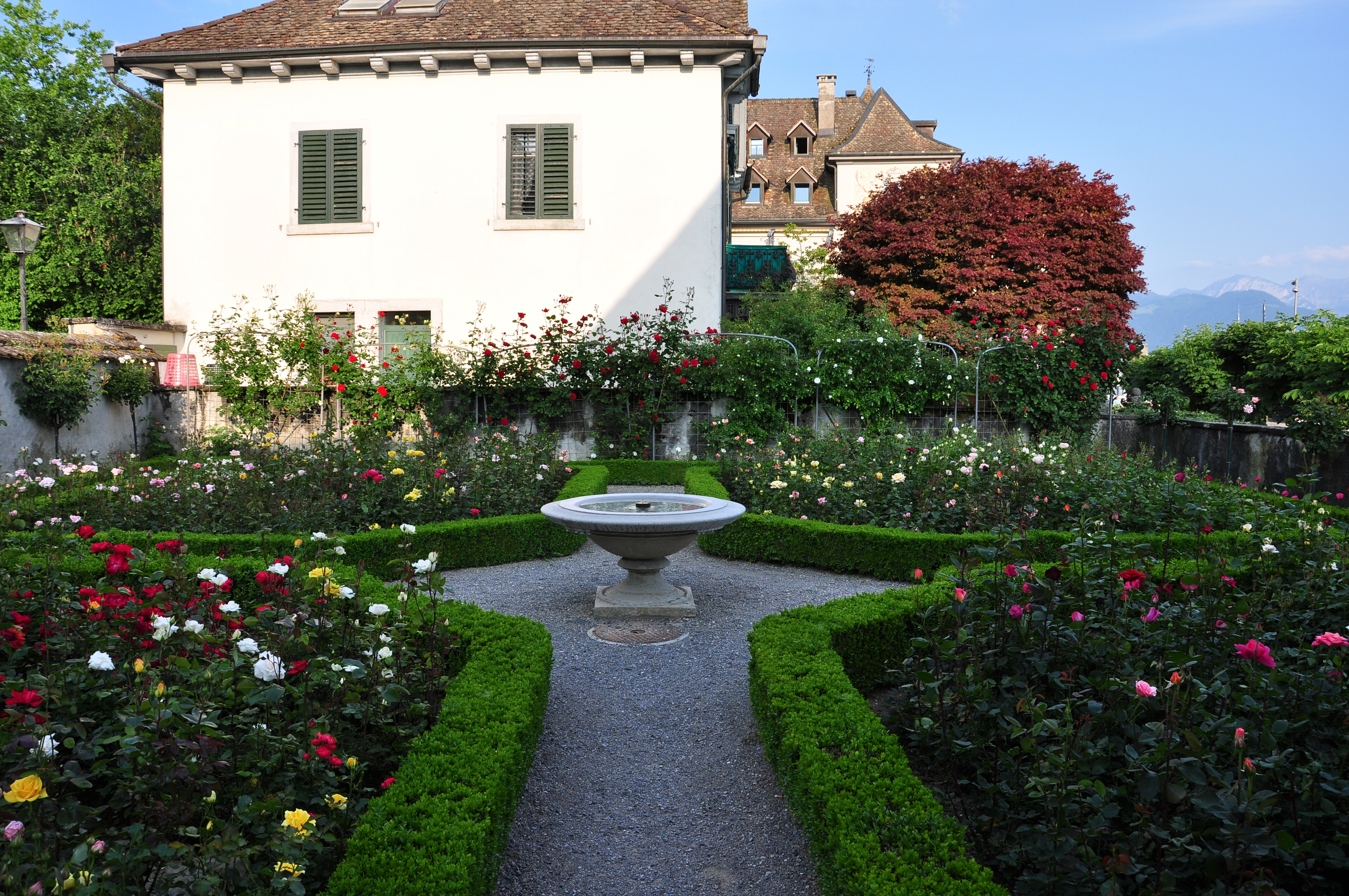
Rosengarten mit Jubiläums-Brunnen (750 Jahre Rapperswil); bis 1972 Obstgarten der Kapuziner.

## Lage
Als Teil der Klosteranlage befindet sich das Gebäude am äussersten Ende der in den Zürichsee ragenden Rapperswiler Halbinsel, am sogenannten «Endingerhorn», auf Gemeindegebiet von Rapperswil-Jona im Schweizer Kanton St. Gallen.
An den westlichen Wachturm der Stadtbefestigung angegliedert, ist es auf der Ansicht im Codex Vindobonensis (1550) zu erkennen. Der Festungsabschnitt mit dem angegliederten halbrunden Wehrturm (Endingerturm, seit 1597 mit Durchgang in den heutigen Klostergarten) ist der historisch bedeutendste Rest der einstigen Stadtbefestigung. Mit dem Bau des Klosters wurde diese ab 1603 bis zum westlichen Zipfel der Halbinsel ausgebaut, und das Einsiedlerhaus befindet sich seither innerhalb der Stadtmauern.

## Geschichte
Das Einsiedlerhaus ist wahrscheinlich das älteste erhaltene Gebäude auf Rapperswiler Stadtgebiet. Vermutlich schon 250 Jahre, belegt ist das Jahr 981, vor der Stadtgründung von Rapperswil diente es mit eigener Schiffanlegestelle den Pilgern, die hier den See überqueren oder zur Ufenau und Lützelau übersetzen wollten.
Das Land beim Endingerhorn und das Gebäude – mit ihm verbunden ist die Nutzung des Klostergartens – gehören dem namensgebenden Kloster Einsiedeln. Mit dem Aufschwung des Städtchens nutzte es der Einsiedler Statthalter in Pfäffikon als Sust zum Einlagern der Waren, die am Rapperswiler Markt verkauft wurden. Ab 1562 wurde das Gebäude weitervermietet.
Mit der Weihe des Kapuzinerklosters im Jahr 1610 erhielt das Gebäude durch Augustin Hofmann, Abt des Klosters Einsiedeln, seine heutige Form. Seit 1660 oder 1669 durften es die Kapuziner mit Einverständnis des Einsiedler Abts als Wollweberei nutzen. Im März 1670 bewilligte der Rat den Kapuzinern bei der Mühle eine Tuchwalke einzurichten, in der bis zur Vertragskündigung durch das Kloster Einsiedeln im Sommer 1693 jährlich über 16 Zentner Wolle gewoben wurden. Im 18. Jahrhundert erhielt das Gebäude das heutige Aussehen (1972 von der Ortsbürgergemeinde restauriert). 1718 ging der Webereibetrieb an die Stadt Rapperswil über, welche die Erzeugnisse bis nach Süddeutschland exportierte. 1895 wurde die Weberei mechanisiert und 1914 elektrifiziert. Mit dem Kapuziner Christian Endres starb 1971 der letzte Wollweber im Kloster Rapperswil – und mit ihm die klösterliche Tradition nach genau 300 Jahren.

## Vom Obst- zum Rosengarten
1972, nach seit 1908 mit Unterbrüchen geführten Schiedsverfahren, verloren die Kapuziner ihren Obstgarten beim Einsiedlerhaus, der von der Stadt in Unterpacht genutzt und zu einem Garten für antike Rosen umgestaltet wurde. Bereits seit 1913 liess der «Verkehrs- und Verschönerungsverein Rapperswil und Umgebung» Rosenanlagen und ab 1965 Rosengärten im eigentlichen Sinn in der Rapperswiler Altstadt einrichten. 1972/73 auch im ehemaligen Obstgarten des Kapuzinerklosters, auf Initiative des Verkehrsvereins respektive von Dietrich Woessener, Gründer (1959) und Ehrenpräsident der «Gesellschaft Schweizerischer Rosenfreunde».
Der Brunnen im Garten ist eine Schenkung benachbarter Gemeinden zum 750-jährigen Jubiläum der Rosenstadt; eine alte Brunnenschale aus Jurakalk, kunstvoll restauriert und umgestaltet.
Den Brüdern sicherte Rapperswil in einer Urkunde vom 6. Februar 1975 feierlich zu, den Obstausfall 'in natura' zu ersetzen. Alljährlich im Herbst liefert ein Obstbauer aus Feldbach (ZH) als Pachtzins 150 Kilogramm Äpfel, mit Zustimmung des Benediktinerklosters Einsiedeln als Eigentümerin von Gebäude und Obstgarten, wofür die Kapuziner dem Einsiedler Abt einen symbolischen Jahreszins von einem Franken zu überbringen haben.

## Bildergalerie

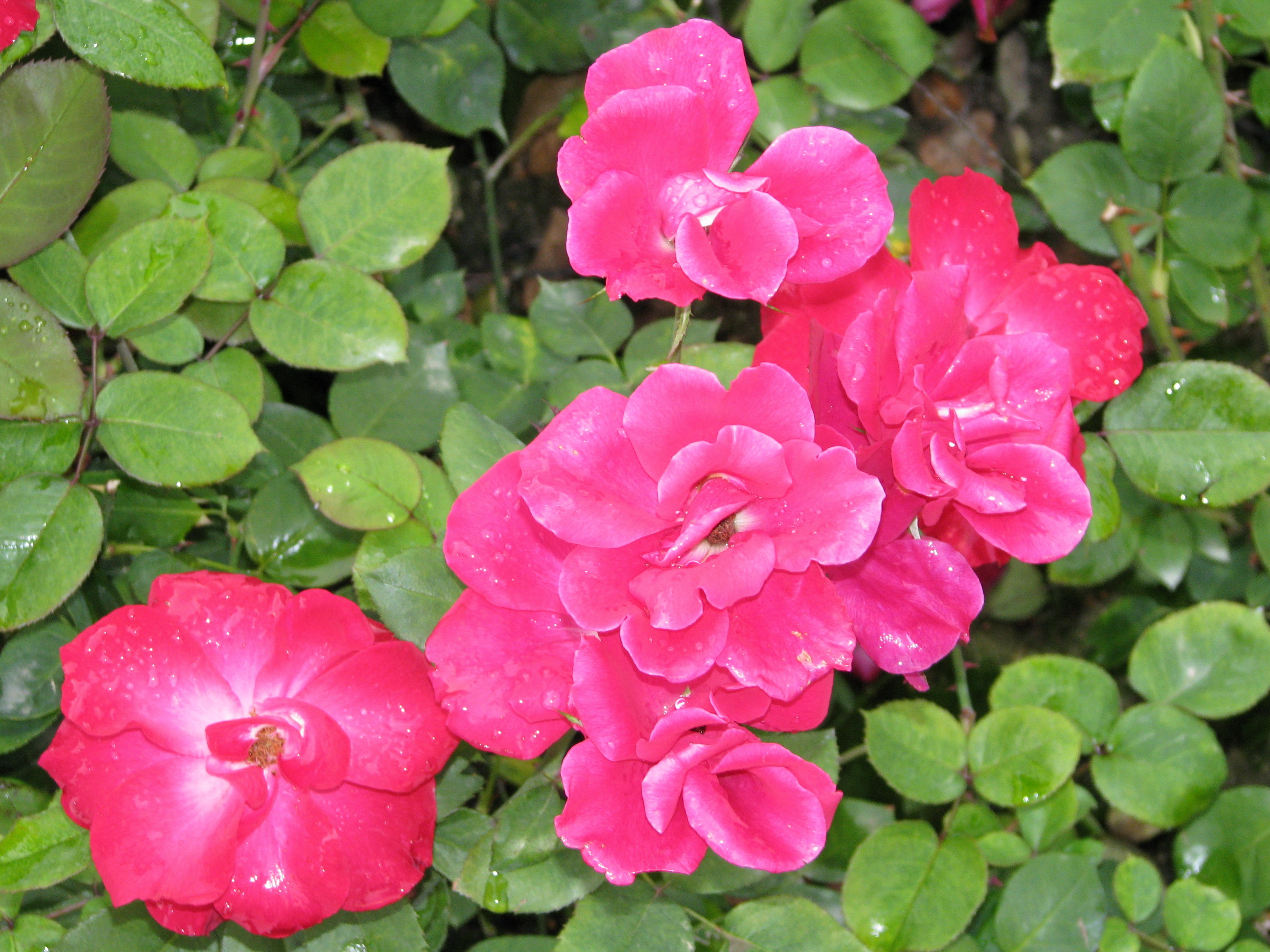
Rote Rosen im früheren Obstgarten
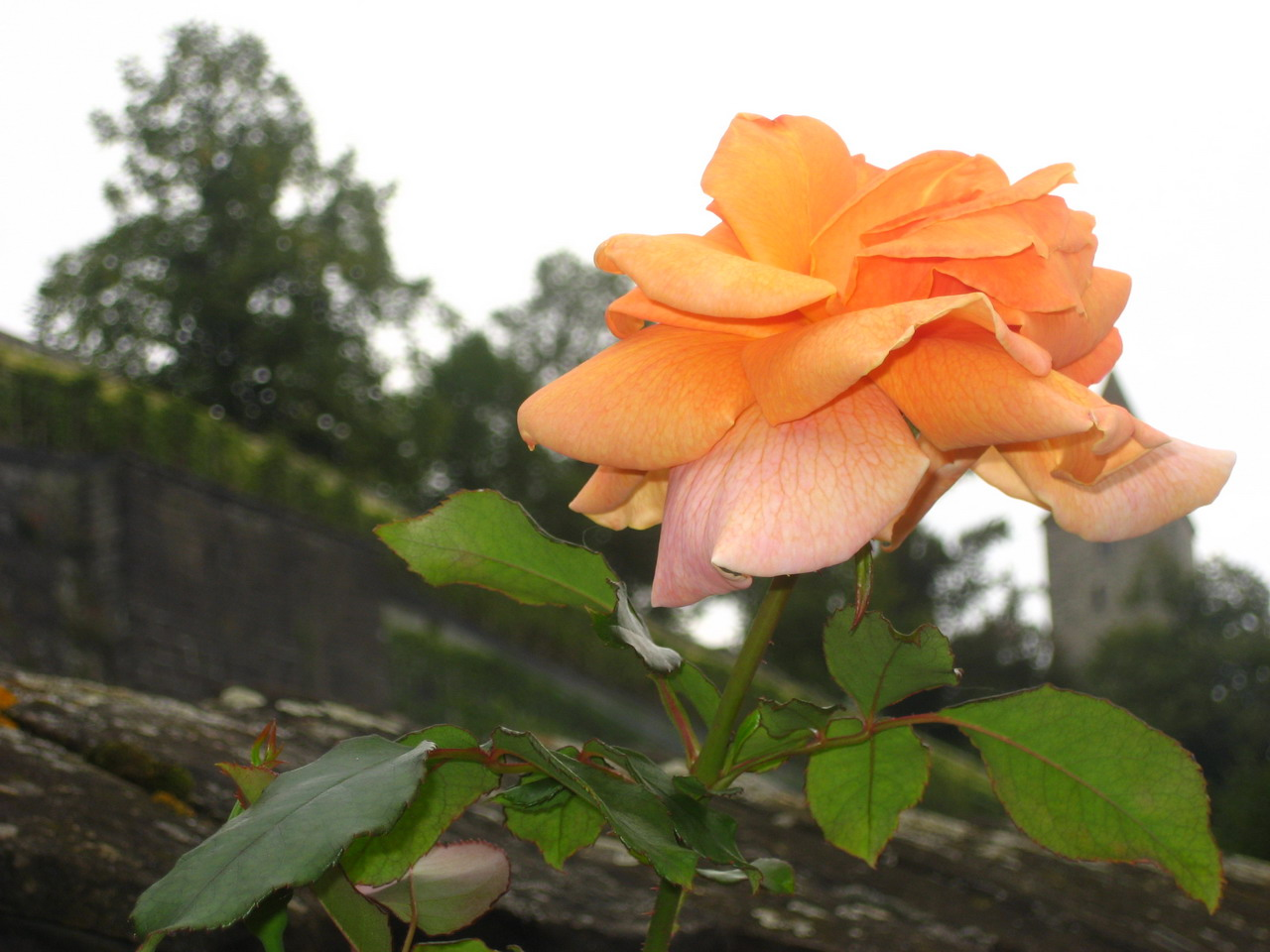
Orange Rosen an der Innenmauer
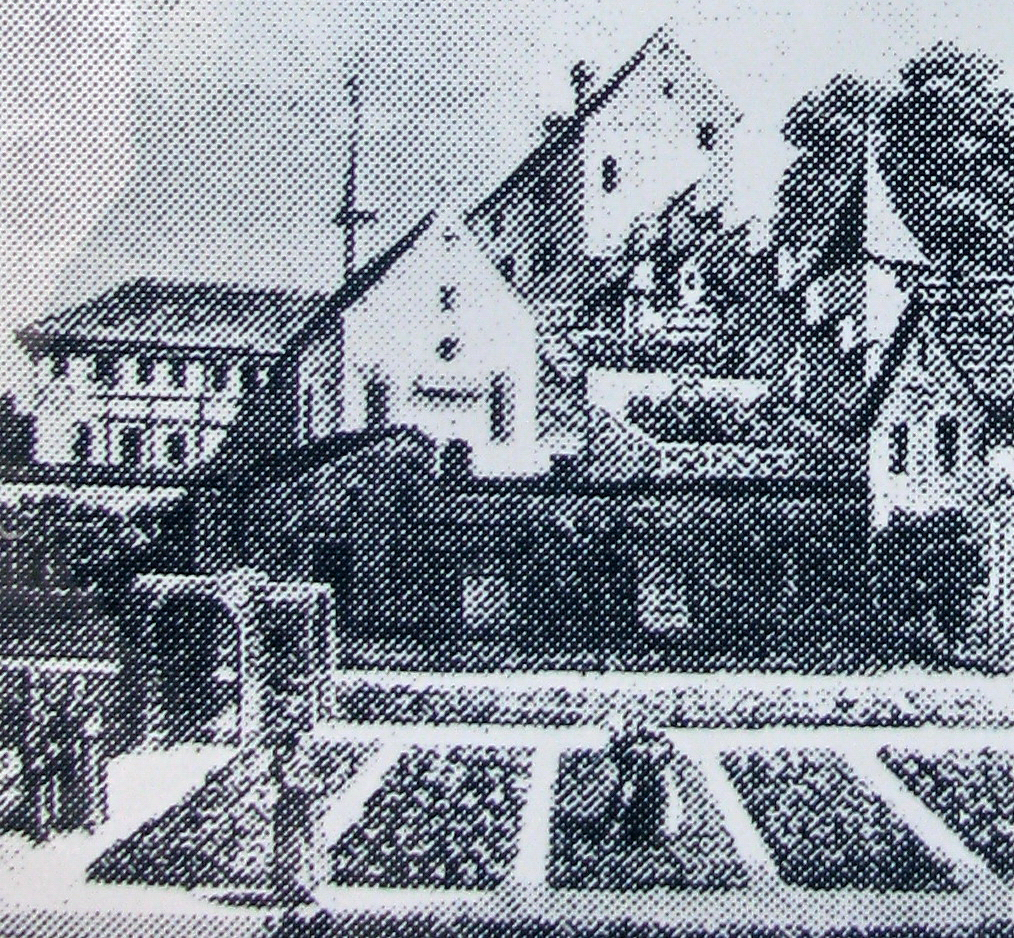
Klostergarten und Schützenhaus, Stich David A. Schmid und Franz Hegi, um 1833
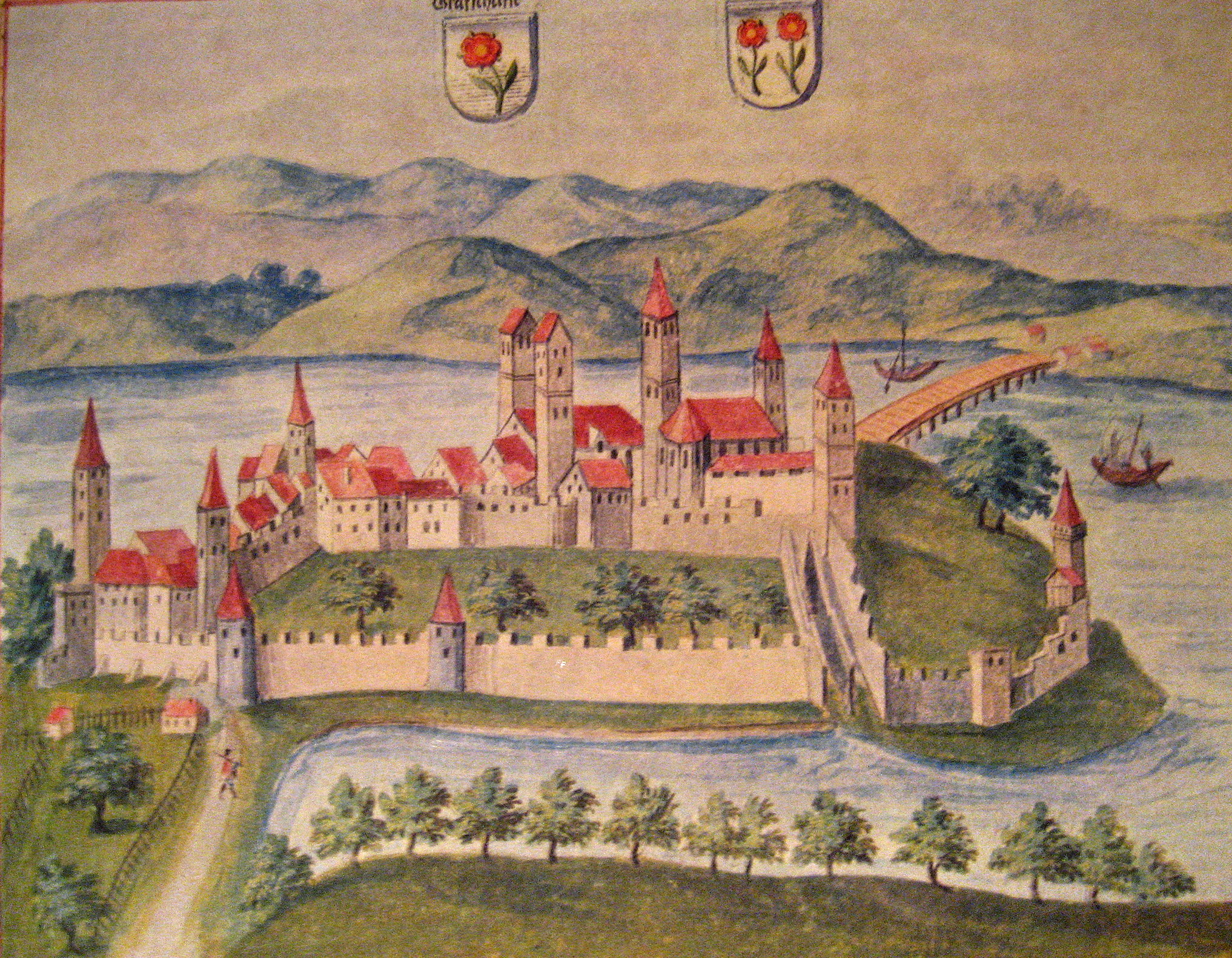
Rapperswil vor dem Bau des Kapuzinerklosters, Codex Vindobonensis 1550

Koordinaten: 47° 13′ 35,5″ N, 8° 48′ 46,7″ O; CH1903: 704082 / 231534